# Traiano (nome)
Traiano  è un nome proprio di persona italiano maschile.

## Varianti
- Femminili: Traiana[2]

### Varianti in altre lingue
- Catalano: Trajà
- Croato: Trajan
- Bulgaro: Траян (Trajan)
- Francese: Trajan
- Galiziano: Traxano
- Greco moderno: Τραϊανός (Traianos)
- Inglese: Trajan[3]
- Latino: Traianus[1][3]
- Lettone: Trajāns
- Lituano: Trajanas
- Macedone: Трајан (Trajan)[3]
- Polacco: Trajan
- Portoghese: Trajano
- Rumeno: Traian[3]
- Russo: Траян (Trajan)
- Serbo: Трајан (Trajan)
- Spagnolo: Trajano
- Tedesco: Trajan
- Ucraino: Траян (Trajan)

## Origine e diffusione

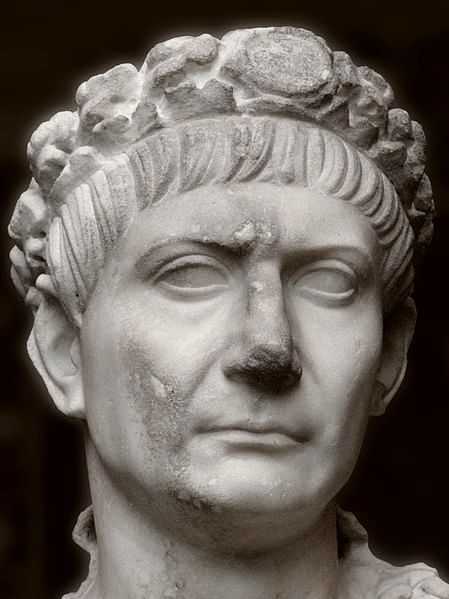
Busto di Traiano conservato alla gliptoteca di Monaco

Nome di scarsissima diffusione in italiano, riprende il cognomen dell'imperatore romano Marco Ulpio Traiano. Considerato uno degli imperatori più capaci che Roma abbia mai avuto e lodato anche da Dante (che lo riporta nel Paradiso, nonostante le sue persecuzioni contro cristiani ed ebrei), deve a tale fama la sua diffusione.
L'etimologia del cognomen, in latino Traianus, è sconosciuta.

## Onomastico
Il nome è adespota, cioè non è portato da alcun santo. L'onomastico ricade quindi il 1º novembre, giorno di Ognissanti.

## Persone
- Traiano, generale romano
- Gaio Messio Quinto Traiano Decio, più noto come Decio, imperatore romano
- Marco Ulpio Traiano più noto come Traiano, imperatore romano
- Marco Ulpio Traiano, padre di Traiano (e suo omonimo)
- Traiano Boccalini, scrittore italiano

### Varianti
- Traian Băsescu, politico rumeno
- Trajan Djankov, calciatore bulgaro

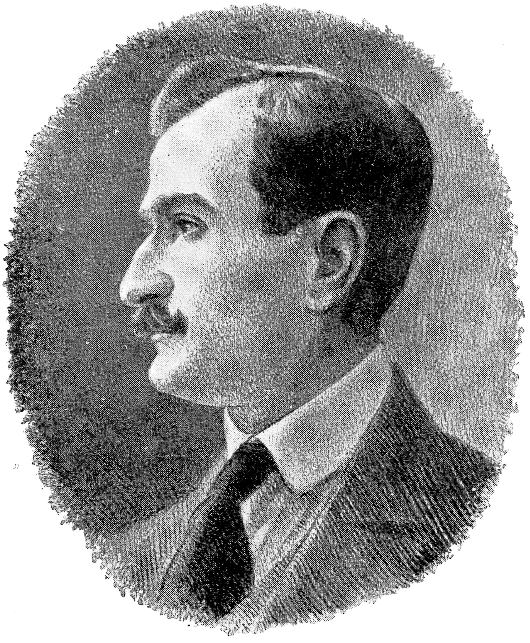
Traian Vuia

- Traïanos Dellas, calciatore e allenatore di calcio greco
- Trajan Langdon, cestista statunitense
- Traian Vuia, inventore rumeno